# 230151 Vachier
230151 Vachier è un asteroide della fascia principale. Scoperto nel 2001, presenta un'orbita caratterizzata da un semiasse maggiore pari a 2,3450436 UA e da un'eccentricità di 0,1534180, inclinata di 10,47376° rispetto all'eclittica.
L'asteroide è dedicato all'astronomo francese Frederic Vachier.